# Polícia de fronteira

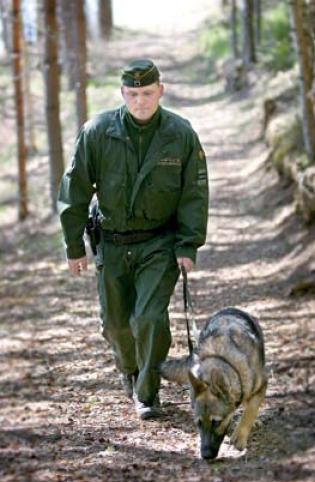
Um guarda de fronteira finlandês faz uma patrulha com um cão.

Uma polícia de fronteira  ou guarda de fronteira é um corpo nacional de polícia especializado no controle do tráfego de pessoas pelas fronteiras de um país. O mesmo nome têm os seus agentes.
No Brasil, o policiamento de fronteira é exercido pelo Departamento de Polícia Marítima, Aeroportuária e de Fronteiras (DPMAF) da Polícia Federal. Em Portugal, é competente o Serviço de Estrangeiros e Fronteiras (SEF).